# Überbesetzung
Überbesetzung liegt im Personalwesen von Privatwirtschaft und öffentlicher Verwaltung vor, wenn die Anzahl der vorhandenen Arbeitsplätze oder Planstellen niedriger ist als die tatsächlich besetzten. Gegensatz ist die Unterbesetzung.

## Allgemeines
Überbesetzung und das Pendant Unterbesetzung sind Schwachstellen in der Arbeitsorganisation. Während bei der Unterbesetzung zu wenig Personal vorhanden ist, gibt es bei der Überbesetzung zu viel Personal. Ausgangspunkt ist jeweils der Stellenplan, der eine bestimmte Sollstärke für das Personal vorgibt: Überbesetzung entsteht meist, wenn im Stellenplan Stellen gestrichen werden, aber die betroffenen Arbeitskräfte (etwa wegen Kündigungsschutz) noch vorhanden sind (Kostenremanenz).

## Überbesetzung im Sozialismus
Eine weitere Ursache der Überbesetzung gab und gibt es in sozialistischen Staaten, die aus propagandistischen Gründen keine Arbeitslosigkeit zeigen wollten: Eines der größten Probleme der nach sowjetischem Muster in der DDR aufgebauten Kombinate war deren personelle Überbesetzung, die sogenannte verdeckte Arbeitslosigkeit. Diese Fehl- und Überbesetzung zeigte sich allgemein in sozialistischen Staaten nicht nur in Kombinaten, sondern in der gesamten Wirtschaft und Verwaltung. Die verdeckte Arbeitslosigkeit durch Überbelegung wurde 1991 in der DDR auf mindestens 1,4 Millionen Menschen geschätzt. In den volkseigenen Betrieben der DDR bestand ein Personalüberhang von ca. 15 %, der zum einen einer durch Organisations- und Planungsmängel bedingten Überbesetzung des Personalbestandes geschuldet war und zum anderen auch durch soziale und politische Aufgaben (unter anderem Kindergärten, Kliniken, Ferienheime, Bibliotheken) entstanden war. Von einer personellen Überbesetzung bei DDR-Kommunen konnte im Gegensatz zu den anderen Verwaltungsebenen dagegen keine Rede sein.

## Sonstige Fachgebiete
Im Gerichtswesen dürfen einem Spruchkörper mehr Richter (Beisitzer) zugeteilt werden als zur Verhandlung und Entscheidung einer Sache erforderlich sind. Überbesetzt ist demnach ein Spruchkörper, wenn ihm mehr Richter (Beisitzer) zugeteilt sind als für im Urteilsverfahren zu treffende Entscheidungen erforderlich. Die seit langem praktizierte Überbesetzung von Spruchkörpern wird von der herrschenden Meinung, nach der Neufassung des § 21g GVG und der Rechtsprechung bis auf zwei Ausnahmen für zulässig erachtet. Hierdurch können auch krankheitsbedingte Vertretungsfälle innerhalb des Spruchkörpers bewältigt werden. Bei Strafprozessen muss der Einwand, die Strafkammer sei unter Verletzung von § 76 Abs. 2 GVG unterbesetzt oder überbesetzt, entsprechend § 222b Abs. 1 StPO bis zum Beginn der Vernehmung des ersten Angeklagten zur Sache geltend gemacht werden; eine fehlerhafte Besetzung einer Strafkammer mit drei Berufsrichtern kann mit der Revision angegriffen werden.
Eine Überbesetzung kann sich auch in Handel und Bankwesen als Überversorgung zeigen. Filialunternehmen des Handels (vor allem im Einzelhandel; englisch overstored) und Filialbanken (englisch overbanked) kennen die Überbesetzung als das Missverhältnis zwischen den vorhandenen Filialen und der in ihrem Einzugsgebiet vorhandenen kaufkräftigen Bevölkerung. Geht dort die Bevölkerung deutlich zurück (etwa durch Konversion), muss die Anzahl der Filialen ebenfalls sinken; bleibt sie gleich, liegt Überbesetzung vor.
In der Psychoanalyse ist die Überbesetzung die „zusätzliche Besetzung einer bereits besetzten Vorstellung, Wahrnehmung, etc.“

## Wirtschaftliche Aspekte
Personelle Überbesetzung führt zu geringerer Arbeitsproduktivität. Nach Berechnungen der OECD lag im Jahre 1991 die Produktivität in der DDR – auch wegen der Fehl- und Überbesetzung – bei 28,5 % derjenigen westdeutscher Betriebe. Die Personalkosten sind selbst bei Vollbeschäftigung höher als sie sein müssten, entsprechend fallen bei den überbesetzten Stellen Leerkosten an. Die Personalaufwandsquote ist überdurchschnittlich hoch. Die Überbesetzung  verringert die Gewinne (oder erhöht die Verluste) und erhöht die Gewinnschwelle. Überbesetzung birgt zusätzliche Beschäftigungsrisiken in sich, weil selbst bei Vollbeschäftigung nicht alle Leerkosten in Nutzkosten umgewandelt werden können. Die Überbesetzung steht unter dem Zwang, durch Personalabbau Kostensenkungen vornehmen zu müssen. Sie ist nur vertretbar, wenn eine Nachfragesteigerung erwartet wird, die durch überbesetztes Personal aufgefangen werden kann.

## Folgen für die Mitarbeiter
Das wachsende Arbeitsleid durch Unterforderung und hiermit verbundene Langeweile kann zu abnehmender Arbeitsmotivation, Stress, Fehlzeiten, Fehlproduktion mit verbundenen Fehlmengen und Fehlerkosten oder Burn-out bei von der Überbesetzung betroffenen Mitarbeitern führen, weil sie dauerhaft einer zu niedrigen Arbeitsbelastung ausgesetzt sind.